# رودینسکی (باشقیرستان)
رودینسکی (به لاتین: Rodinsky) یک منطقهٔ مسکونی در روسیه است که در باشقیرستان واقع شده‌است.